# St-Georges (Lyon)

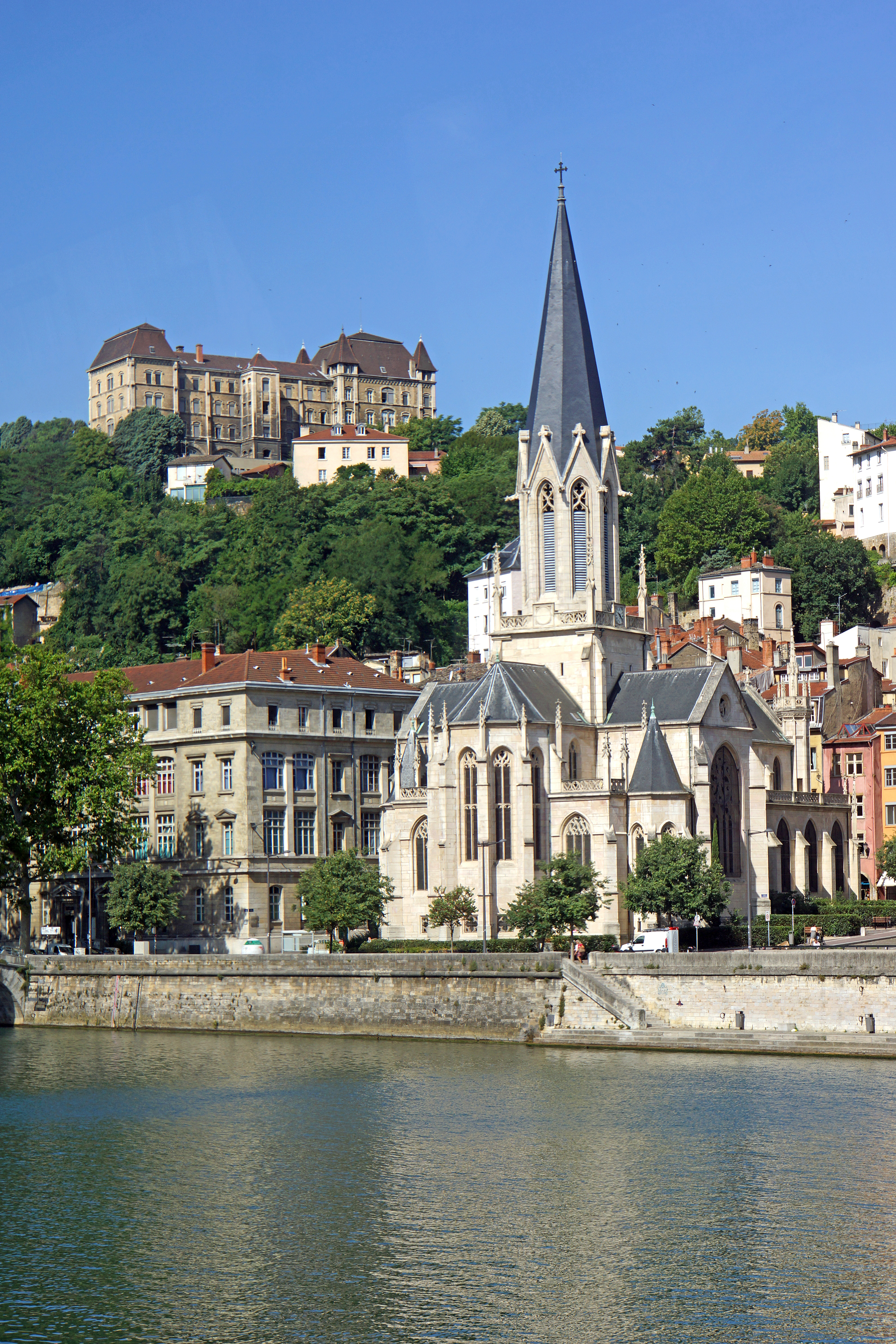
St-Georges (Lyon)

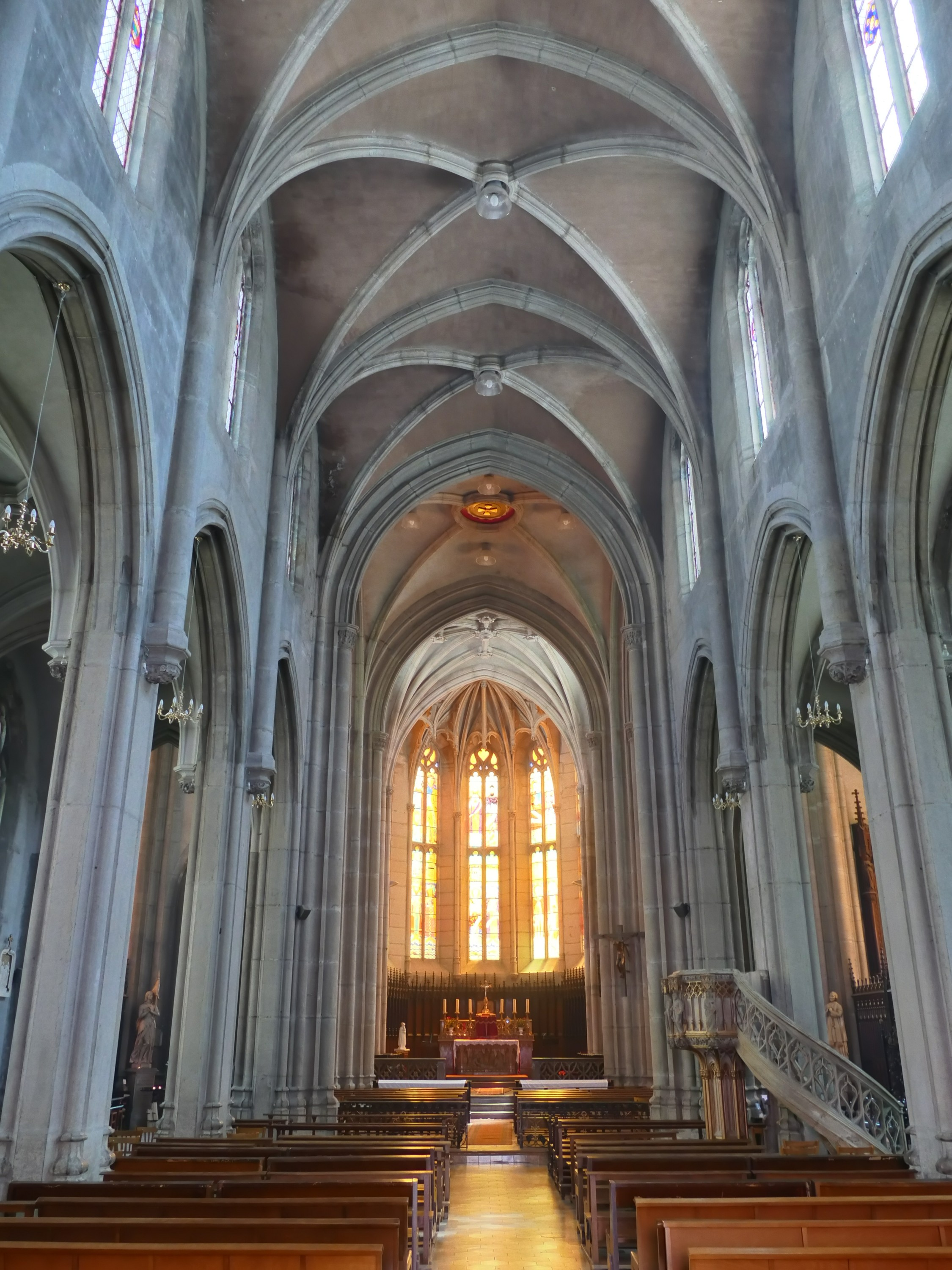
St-Georges (Lyon)

Die Kirche St-Georges ist eine römisch-katholische Kirche im 5. Arrondissement von Lyon. Sie ist ein Jugendwerk des Architekten Pierre Bossan. Die Kirche wurde im Jahr 1982 als Monument historique eingestuft.

## Lage
Die Kirche befindet sich südlich der Kathedrale St-Jean am Westufer der Saône bei der Fußgängerbrücke Passerelle Paul-Couturier (auch: Passerelle Saint-Georges). Als Teil der Altstadt gehört sie seit 1998 zum UNESCO-Welterbe.

## Geschichte
Bischof Sacerdos von Lyon (545–551) baute am Ort eine erste Kirche, nach ihm der aus Bayern stammende Bischof Leidrad von Lyon, Freund des Alkuin, zu Beginn des 9. Jahrhunderts eine zweite, die durch die Französische Revolution zerstört wurde. Ab 1844 schuf der junge Architekt Pierre Bossan, der später ausschließlich im neobyzantinischen Stil bauen wird, als „Jugendsünde“, wie er sagte, die elegante neugotische Kirche, die heute als Blickfang zwischen Saône und Hügel steht. Die Bauarbeiten waren im Wesentlichen 1870 fertiggestellt, einzelne Verschönerungen erst zur Jahrhundertwende. Die Kirche wurde erst 2012 zu Ehren des heiligen Georg geweiht, dessen Namen sie von Anfang an getragen hatte.

## Ausstattung

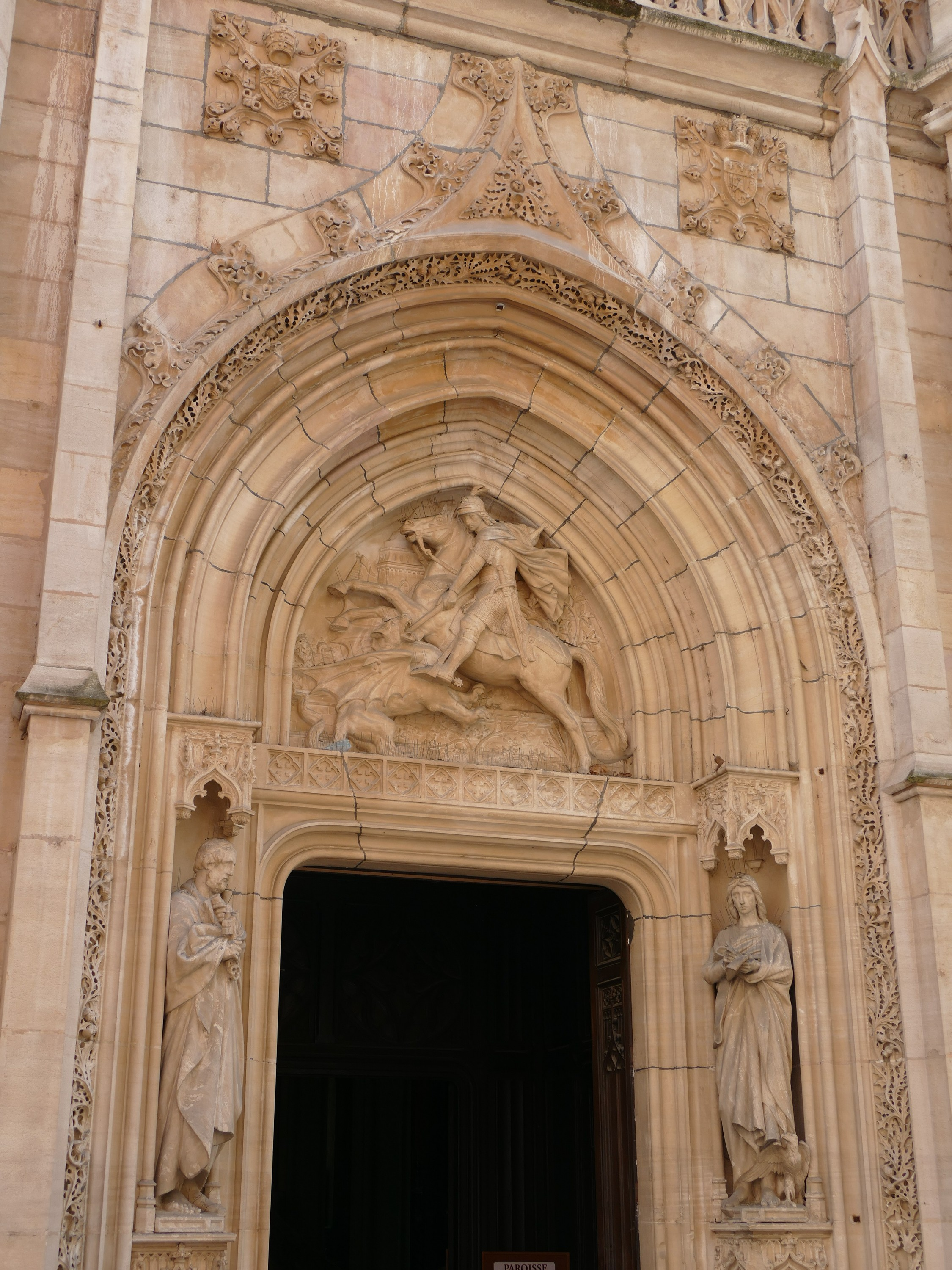
St-Georges (Lyon)

Unter den Plastiken ragen hervor der von Charles Dufraine (1827–1900) geschaffene Fassadenschmuck „Georg und der Drache“ sowie zwei neugotische Altarretabel, links mit einer Gemäldedarstellung des Pfingstereignisses und rechts der heiligen Katharina von Alexandrien. Die imposante Joseph-Merklin-Orgel von 1862 ist derzeit nicht bespielbar.